# Nationale Suisse
Nationale Suisse est une compagnie d'assurance suisse qui propose des solutions en matière de risque et de prévoyance ainsi que des produits de niche sur mesure. Les primes brutes s'élèvent à 1,512 milliard de francs suisses (2012). Environ 3 pour cent des primes de Nationale Suisse sont réalisées par ses filiales en Allemagne, en Belgique, en Italie et en Espagne.
Le siège de la Compagnie d'Assurances Nationale Suisse est à Bâle. L'action de la compagnie est cotée à la SWX Swiss Exchange. Au 31 décembre 2012, le groupe occupait 1 880 collaboratrices et collaborateurs.

## Histoire
Au cours des années 2000, Nationale Suisse réduit sa présence à l'international en vendant successivement sa filiale danoise, puis sa filiale française. La filiale française, Nationale Suisse France est rachetée par Axa en 2008.
En 2011, Swiss Life reprend l’ensemble des affaires d’assurances-vie collective de Nationale Suisse qui représente un volume de prime de 223 millions de francs. Nationale Suisse reste active dans le domaine de l'assurance-vie individuelle et dans des activités non-vie.
En juillet 2014, Helvetia annonce l'acquisition de Nationale Suisse pour 1,8 milliard de francs suisse, soit environ 2 milliards de dollars.